# United Airlines Flight 585
United Airlines 585 var ett passagerarflygplan som skulle flyga från Stapleton International Airport i Denver, Colorado, USA till Colorado Springs Airport i Colorado Springs, Colorado. Inför landningen hade flygplanet, som var av typ Boeing 737-291, helt plötsligt börja spinna okontrollerat i luften. Alla försök från piloterna att få det på rätt köl, misslyckades och planet havererade utanför Colorado Springs Airport. Inga överlevande hittades.